# 黄冈起义

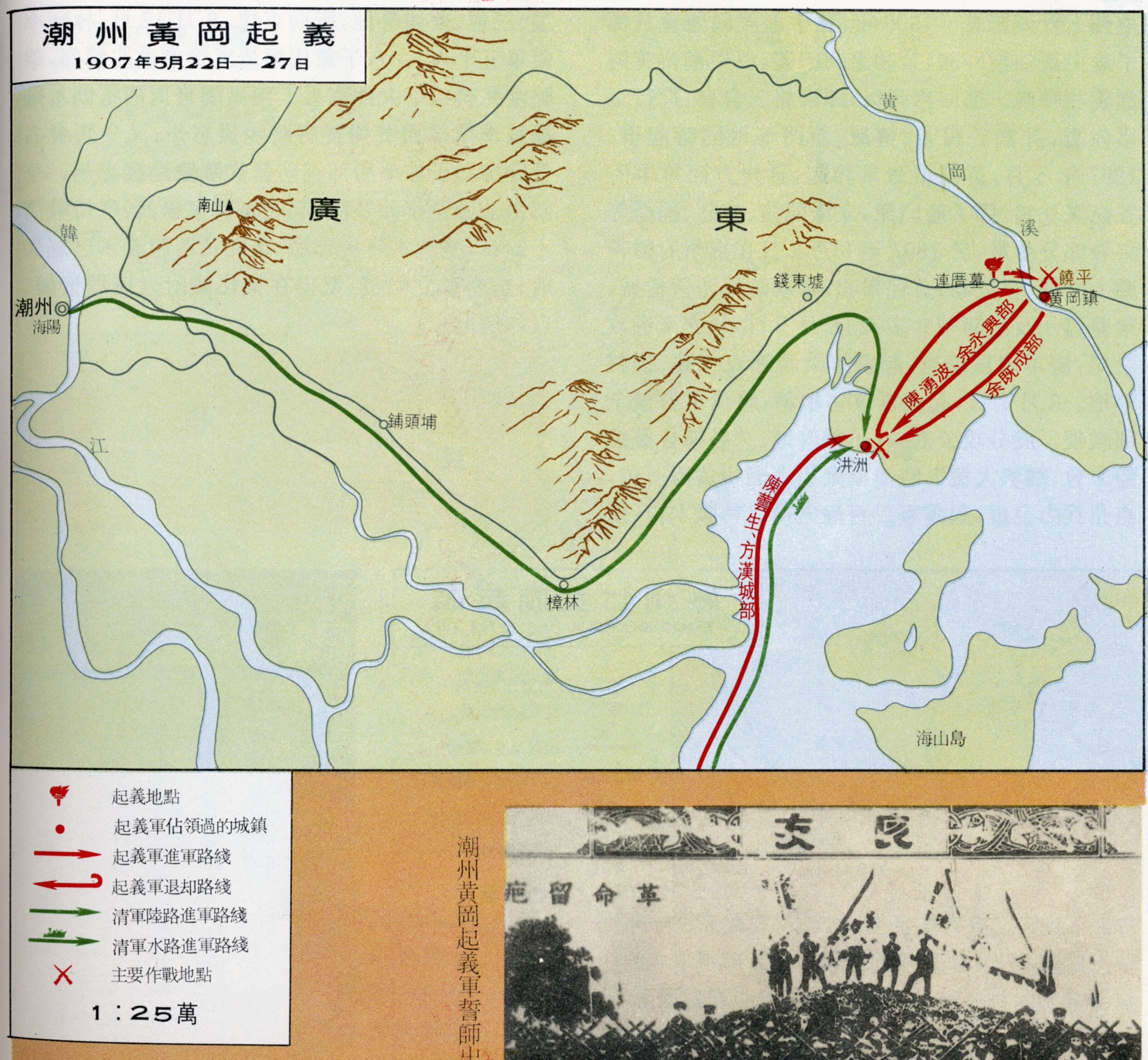
黄岗起义形势图

丁未潮州黄冈起义是指清光绪三十三年（1907年）四月，孙中山派同盟会员许雪秋、陈芸生、陈涌波、何子渊等发动起義，一举占领了大清廣東省潮州饶平县黄冈城。清潮州总兵黄金福立即带兵前往镇压，革命党人被杀死200余人，其余起义军流亡香港，历时6天的黄冈起义遂告失败。此次起義是同盟會成立後領導的第一次武裝起義，起義隊伍在黃岡豎起了青天白日旗，這是青天白日旗首次在中国土地上升起。

## 背景
1905年，同盟会在東京成立，不久新加坡成立星洲同盟会，许雪秋、陈芸生、张永福等人紛紛加入星洲同盟会。之後他们从新加坡回到清朝开展革命活动，数月之内就已發展几百人參與革命。其中，许雪秋、陈芸生在饶平县黄冈攛掇三合會成员陈涌波、余既成加入同盟会，通过他们在黄冈、深山一带发展会员，擴大起義隊伍。至1907年初三合会成員增加至2000人左右。

## 起義過程

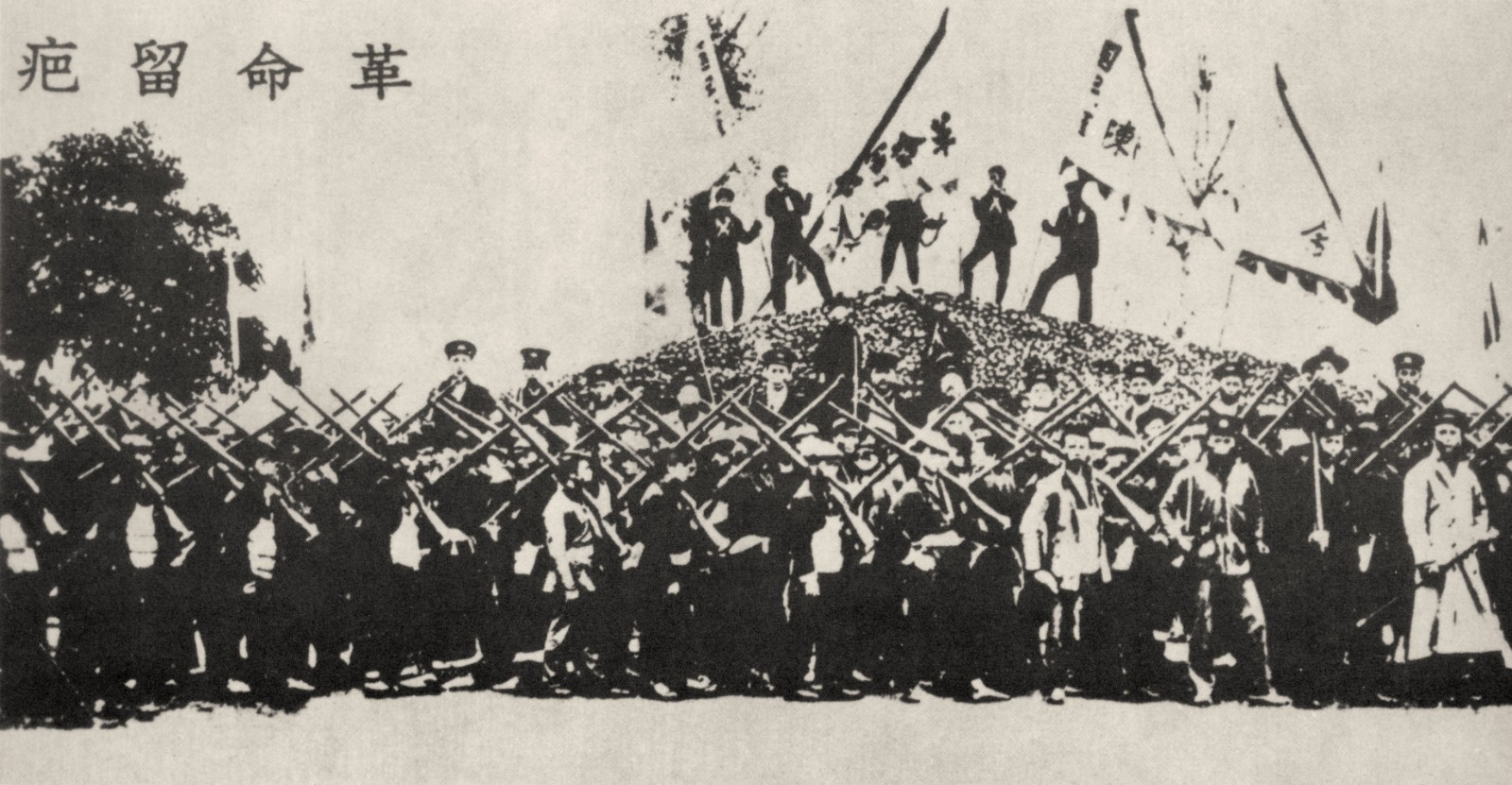
黄冈起义誓师场景

1906年，孙中山任命同盟会员许雪秋为“中华民国革命军东军都督”，赴广东潮州策划起义。许回潮州后，与陈湧波、余既成等联络会党，广集同志，决定于1907年2月19日集饶平、揭阳、惠来等地会党会攻潮州府城，并电请孙中山派员协助。及期，各路会众齐集饶平浮山，适风雨大作，会众以“不利军行”自行解散。许雪秋立赴香港向同盟会报告起义受挫原因，并根据孙中山电示，决定5月25日再举。
5月22日，潮州清军前往黄冈镇缉捕革命党人。当晚，陈湧波、余既成等率七百余人在黄冈城外连厝墓猝然起义。次日攻占黄冈，缴获枪械千余支，并成立军政府，推陈湧波、余既成为临时正、副司令。同时，发布檄文、告示，宣称免除苛税，“除暴安良”。起义使清两广总督周馥惊恐不安，急令总兵黄金福率兵“相机进剿”，水师提督李准也带兵2000余人前来镇压。25日余既成率部袭击进驻汫州的黄金福部，战事不利，派人返黄冈求援，时陈湧波、余永兴正欲率部往攻潮州，遂改为增援汫洲。陈芸生、方汉城亦率百余人往汫洲助战。起义军在汫洲与清军多次激战，终因伤亡过重，粮弹不继，被迫于27日宣布解散。
黄冈周边乡镇以及福建诏安县等地的会党成员纷得知黃岡被佔領後，相繼趕來参加起義隊伍。随后起義隊伍成立军政府，发行银票，并主動出擊，一部分前往汫洲抗击前來進攻的清军；另一部分攻打潮州和汕头，不過由於潮汕的清军勢力強勁，起義隊伍被擊潰，隊伍最終選擇解散。阵亡和流亡海外的革命党人為300多人。

## 紀念
現今，潮州市饶平县黄冈镇中山公园內有紀念起義的黄冈丁未革命纪念亭、中山亭，饶平县其他紀念起義的建築和道路還有起义纪念塑像、举义誓师处石碑、余既成纪念馆、丁未路、中山路等。2007年，孙中山孙女孙穗芳为纪念丁未潮州黄冈起义100周年题词：“辛亥先声 威震中外”。